# Albanische Botschaft in Wien

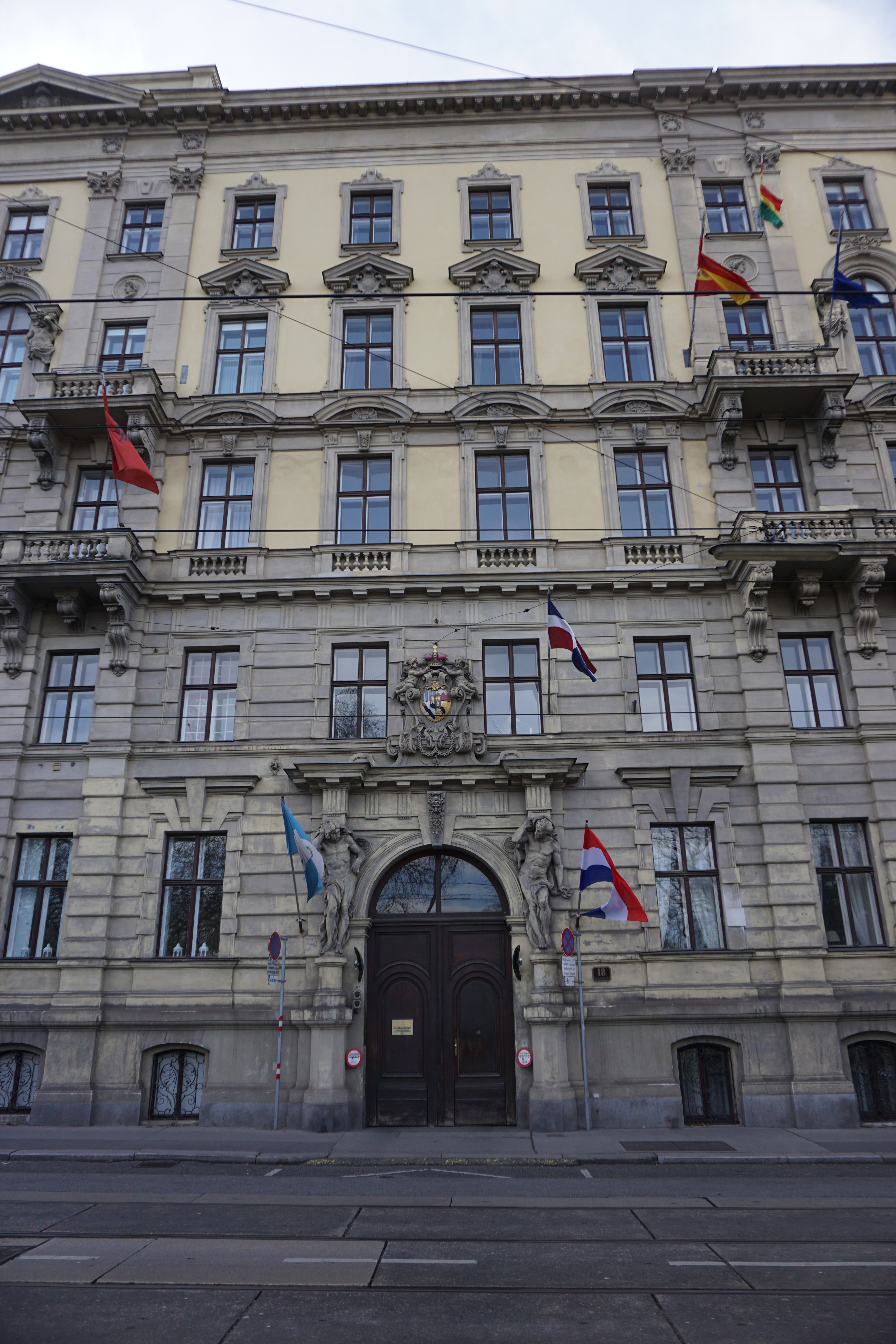
Das Gebäude Prinz-Eugen-Straße 18 in Wien, das die Albanische Botschaft beherbergt

Die Albanische Botschaft in Wien ist die diplomatische Auslandsvertretung der Republik Albanien in der Republik Österreich. Sie befindet sich in der Prinz-Eugen-Straße 18.
Daneben verfügt Albanien in Wien über eine Ständige Vertretung bei den internationalen Organisationen, die sich an der Reisnerstraße 27 befindet und insbesondere als Vertretung bei den Vereinten Nationen und bei der Organisation für Sicherheit und Zusammenarbeit in Europa dient.
Bis Ende der 1980er Jahre war die Botschaft der seinerzeit noch Sozialistischen Volksrepublik Albanien für viele Jahre in der Jacquingasse 41 im 3. Wiener Bezirk, Ende der 1980er Jahre an der Blaasstraße 24. Sie galt neben der Botschaft in Paris als Kontaktstelle Albaniens zur „westlichen Welt“.

## Botschafter
Derzeitiger Botschafter der Republik Albanien in Österreich ist seit 2014 Roland Bimo.
Botschafter in der Ständigen Vertretung ist seit 2022 Eglantina Gjermeni.